# Jay-Z & Beyoncé
Jay-Z & Beyoncé è un singolo del rapper italiano Giaime, pubblicato il 22 gennaio 2016 dalla Universal Music Group.

## Descrizione
Il brano prodotto da Mr. Effe e Lazza, è sottinteso come "Ridiamo solo io e te, come Jay-Z e Beyoncè".

## Video musicale
Per il singolo è stato realizzato un video musicale, diretto da Alexander Coppola e pubblicato il 21 gennaio 2016 sul canale di Giaime. 